# Wyomings guvernör

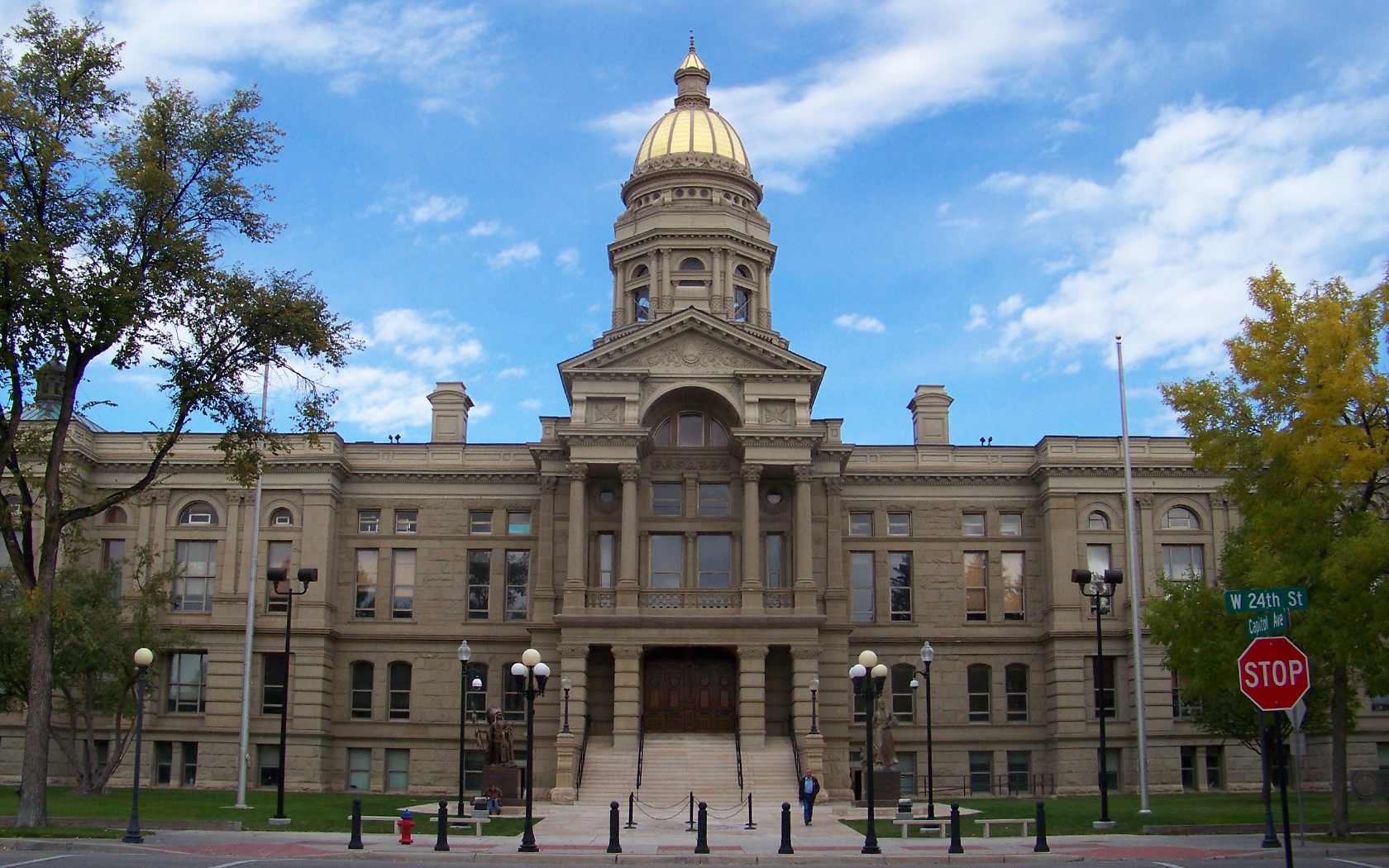
Wyoming State Capitol i Cheyenne är säte för Wyomings lagstiftande församling samt inhyser guvernörens kontor.

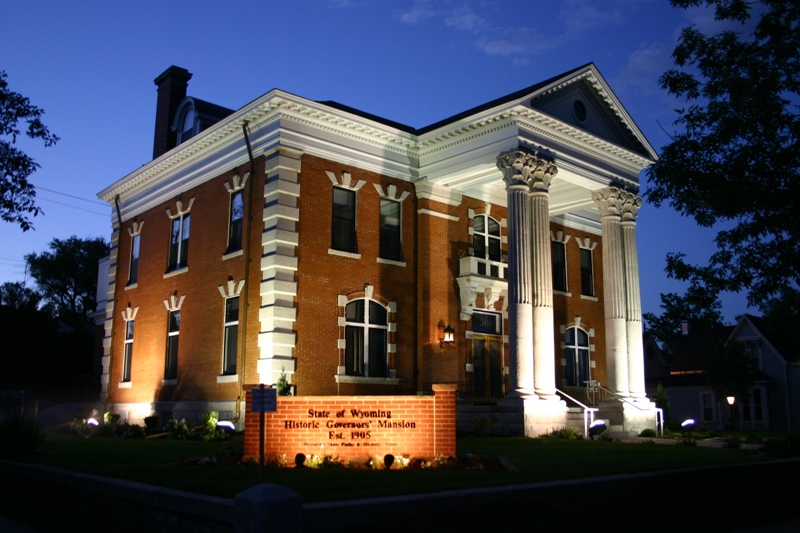
Guvernörsresidenset i Cheyenne.

Wyomings guvernör (engelska: Governor of Wyoming) är den högsta utövaren av verkställande makt i den amerikanska delstatens Wyomings delstatsstyre.
Befattningen som guvernör är folkvald och tjänstgör i mandatperioder om 4 år. Antalet omval är inte begränsat, men en sittande guvernör kan tjänstgöra högst 8 år under en period av 16 år.
Mark Gordon är Wyomings guvernör sedan 2019.

## Wyomings guvernörer
| Namn                 | Parti      | Tillträdde | Avgick   | Not   |
| -------------------- | ---------- | ---------- | -------- | ----- |
| Francis E. Warren    | Republikan | 1890       | 1890     | [ 3 ] |
| Amos W. Barber       | Republikan | 1890       | 1893     | [ 3 ] |
| John Eugene Osborne  | Demokrat   | 1893       | 1895     | [ 3 ] |
| William A. Richards  | Republikan | 1895       | 1899     | [ 3 ] |
| DeForest Richards    | Republikan | 1899       | 1903     | [ 3 ] |
| Fenimore Chatterton  | Republikan | 1903       | 1905     | [ 3 ] |
| Bryant Butler Brooks | Republikan | 1905       | 1911     | [ 3 ] |
| Joseph M. Carey      | Demokrat   | 1911       | 1915     | [ 3 ] |
| John B. Kendrick     | Demokrat   | 1915       | 1917     | [ 3 ] |
| Frank L. Houx        | Demokrat   | 1917       | 1919     | [ 3 ] |
| Robert D. Carey      | Republikan | 1919       | 1923     | [ 3 ] |
| William B. Ross      | Demokrat   | 1923       | 1924     | [ 3 ] |
| Frank E. Lucas       | Republikan | 1924       | 1925     | [ 3 ] |
| Nellie Tayloe Ross   | Demokrat   | 1925       | 1927     | [ 3 ] |
| Frank Emerson        | Republikan | 1927       | 1931     | [ 3 ] |
| Alonzo M. Clark      | Republikan | 1931       | 1933     | [ 3 ] |
| Leslie A. Miller     | Demokrat   | 1933       | 1939     | [ 3 ] |
| Nels H. Smith        | Republikan | 1939       | 1943     | [ 3 ] |
| Lester C. Hunt       | Demokrat   | 1943       | 1949     | [ 3 ] |
| Arthur G. Crane      | Republikan | 1949       | 1951     | [ 3 ] |
| Frank A. Barrett     | Republikan | 1951       | 1953     | [ 3 ] |
| Clifford Joy Rogers  | Republikan | 1953       | 1955     | [ 3 ] |
| Milward L. Simpson   | Republikan | 1955       | 1959     | [ 3 ] |
| John J. Hickey       | Demokrat   | 1959       | 1961     | [ 3 ] |
| Jack R. Gage         | Demokrat   | 1961       | 1963     | [ 3 ] |
| Clifford Hansen      | Republikan | 1963       | 1967     | [ 3 ] |
| Stanley K. Hathaway  | Republikan | 1967       | 1975     | [ 3 ] |
| Ed Herschler         | Demokrat   | 1975       | 1987     | [ 3 ] |
| Mike Sullivan        | Demokrat   | 1987       | 1995     | [ 3 ] |
| Jim Geringer         | Republikan | 1995       | 2003     | [ 3 ] |
| Dave Freudenthal     | Demokrat   | 2003       | 2011     | [ 3 ] |
| Matt Mead            | Republikan | 2011       | 2019     | [ 3 ] |
| Mark Gordon          | Republikan | 2019       | sittande | [ 3 ] |